# سوردوولو
سوردوولو (به ایتالیایی: Sordevolo) یک کومونه در ایتالیا است که در استان بیه‌لا واقع شده‌است. سوردوولو ۱۳٫۸ کیلومتر مربع مساحت و ۱٬۳۳۴ نفر جمعیت دارد و ۶۲۷ متر بالاتر از سطح دریا واقع شده‌است.